# Chauconin-Neufmontiers
Chauconin-Neufmontiers (uttal (fil)) är en kommun i departementet Seine-et-Marne i regionen Île-de-France i norra Frankrike. Kommunen ligger i kantonen Meaux-Nord som tillhör arrondissementet Meaux. År 2022 hade Chauconin-Neufmontiers 3 726 invånare.

## Befolkningsutveckling
Antalet invånare i kommunen Chauconin-Neufmontiers
| Referens: INSEE |